# With Roots Above and Branches Below
With Roots Above And Branches Below è il terzo album pubblicato dai The Devil Wears Prada,pubblicato dalla Ferret Music il 5 maggio 2009.

## Tracce
1. Sassafras – 3:16
2. I Hate Buffering – 3:05
3. Assistant to the Regional Manager – 3:37
4. Dez Moines – 4:04
5. Big Wiggly Style – 4:13
6. Danger: Wildman – 4:01
7. Ben Has a Kid – 3:57
8. Wapakalypse – 3:44
9. Gimme Half – 4:22
10. Louder Than Thunder – 2:37
11. Lord Xenu – 3:26

## Formazione
- Mike Hranica – scream
- Jeremy DePoyster – chitarra ritmica, voce melodica
- Chris Rubey – chitarra solista
- James Baney – tastiera, pianoforte, sintetizzatori, programmazione
- Andy Trick – basso
- Daniel Williams – batteria